# Дейч, Джин
Юджин Меррил «Джин» Дейч (англ. Eugene Merril "Gene" Deitch, 8 августа 1924 — 16 апреля 2020) — американский художник-мультипликатор и режиссёр, обосновавшийся в Праге с 1959 года. Дейч стал известен своими анимационными мультфильмами «Манро», «Том Тэррифик» и «Нудник», а также работой над некоторыми эпизодами «Моряк Попай» и «Том и Джерри» (1961—1962).

## Биография

### Ранняя жизнь
Дейч родился в Чикаго (штат Иллинойс) в семье коммивояжёра Джозефа Дейча (1903—1972) и Рут Ширли Дейч (урождённой Делсон, 1899—1999), которые расстались, когда сыну было 13 лет. Дед по матери владел крупной фабрикой вязаной одежды в Чикаго. В 1929 году семья переехала в Калифорнию (отец происходил из Лос-Анджелеса), Дейч посещал школу в Голливуде. Он окончил среднюю школу Лос-Анджелеса в 1942 году и начал работу в North American Aviation, составляя чертежи самолётов. В 1943 году Дейч прошёл пилотную подготовку до заражения пневмонией, когда в мае следующего года и был уволен с честью.
Начав свою мультипликационную и анимационную карьеру, Дейч внёс вклад в искусство и предметы интерьера в джазовый журнал The Record Changer.

### Мультипликатор
Дейч устроился на работу в анимационную студию United Productions of America (UPA), а позже стал креативным директором Terrytoons, создав таких персонажей, как Слон Сидни, Гастон Ле Крён, Джон Дурмат, и Клинт Коббер. Начиная с 1955 года, работая в UPA, Дейч написал и нарисовал для «United Feature Syndicate» комиксы «Настоящие великие приключения Терпл-Томпсона!» и «Герой истории», где в главной роли выступил смелый ребёнок. Сценарий о Терпл-Томпсорне был записан в Little Golden Records, в котором участвовал актёр Арт Карни и участник группы Митч Миллер. Публиковался в ежедневной полосе с 16 октября 1955 года по 14 апреля 1956 года.
В 1959 году Дейч основал Gene Deitch Associates, Inc., которая в основном производила телевизионные ролики. Когда Rembrandt Films пообещал финансировать «Манро», Дейч переехал в Прагу в октябре 1959 года. В ходе сотрудничества в следующем десятилетии с Rembrandt участвовал в создании мультсериалов «Моряк Попай», «Том и Джерри». Дейч заявлял, что ошибался в отношении Тома и Джерри, когда сказал, что это плохой пример бессмысленного насилия и юмора, основанного на боли, мести, а также использовании стереотипов о чернокожих женщинах. Дейч заявлял, что не был поклонником мультфильмов о Томе и Джерри, считая, что они слишком жестоки. Однако после того, как был назначен работать над сериалом, он быстро понял, что там нет никакого серьёзного насилия, и всё это было всего лишь пародией с гипертрофированными человеческими эмоциями. Большинство поклонников мультсериала считают эпизоды Дейча худшими в истории Тома и Джерри, обосновывая это нелюбовью автора к мультфильму. Однако есть и фанаты, которые писали положительные письма, заявляя, что эпизоды Дейча были их личными фаворитами. Короткий фильм Дейча «Манро» получил премию «Оскар» как лучший анимационный короткометражный фильм 1961 года. Это был первый короткий фильм, созданный за пределами Соединенных Штатов, который был настолько почитаемым.
Дейч с продюсером Уильямом Л. Снайдером выпускал серию телевизионных короткометражек «Сумасшедший Кот» (Krazy Kat) с 1962 по 1964 год. Позднее «Блаффины» были основаны на идее Дейча. В 1961 году снял фильм «Алиса из Страны чудес в Париже» и анимационный фильм «Хоббит» в 1966 году. Также в 1966 году Дейч создал Терри-Тесси.
С 1968 года до выхода на пенсию в 2008 году Дейч был ведущим режиссёром анимации в коннектикутской организации Weston Woods/Scholastic, адаптируя детские книжки с картинками. Его студия находится в Праге. Мемуары Дейча «За любовь к Праге» (For the Love of Prague) основаны на его опыте, и он был назван «единственным свободным американцем, живущим и работающим в Праге в течение 30 лет диктатуры коммунистической партии».
В 2003 году Дейч был награждён премией Энни за пожизненный вклад в искусство анимации.

### Личная жизнь
Джин познакомился со своей первой женой Мари, когда они оба работали в North American Aviation. Они поженились в 1943 и в этом браке у них родилось трое сыновей: Ким, Саймон и Сет Дейчи. Все сыновья впоследствии стали художниками и составителями комиксов.
В октябре 1959 в Праге Дейч познакомился с продукт-менеджером студии Bratři v triku Зденкой Наймановой. Они поженились в 1964.
Дейч скончался 16 апреля 2020 года в Праге на 96 году жизни. Незадолго до своей смерти он жаловался на проблемы с пищеварительной системой.